# Liste des entraîneurs du Basketball Hall of Fame

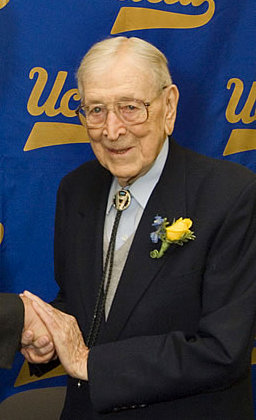
John Wooden, introduit comme joueur en 1960 et comme entraîneur en 1973

Le Basketball Hall of Fame rend hommage aux joueurs qui ont fait preuve d’une habileté exceptionnelle au basket-ball, aux excellents entraîneurs, aux arbitres et aux autres grands contributeurs de ce sport. Situé à Springfield, dans le Massachusetts, le Hall of Fame doit son nom au Dr. James Naismith, qui a inventé le sport en 1891. Il a été intronisé au Temple de la renommée comme contributeur en 1959. La catégorie des entraîneurs existe depuis la création du Hall of Fame.
Pour qu’une personne soit intronisée au Hall of Fame à titre d’entraîneur, elle doit soit être à la retraite complète depuis cinq ans ou, si elle est toujours en activité, avoir entraînée à titre d’adjointe à temps plein ou d’entraîneur en chef au niveau lycéen et/ou universitaire et/ou professionnel pendant 25 ans. Lors de la classe inaugurale en 1959, trois entraîneurs ont été honorés, Phog Allen, Henry Clifford Carlson et Walter E. Meanwell. Au total, 119 personnes ont été introduites au Hall of Fame en tant qu'entraîneur, dont 9 d'entre elles non américaines et 15 sont des femmes.
John Wooden, Lenny Wilkens, Bill Sharman et Tom Heinsohn ont été intronisés à la fois en tant que joueur et en tant qu'entraîneur (Wooden en 1961 et 1973, Sharman en 1976 et 2004, Wilkens en 1989 et 2004 et Heinsohn en 1986 et 2015). John McLendon a également été intronisé comme contributeur en 1979, ce qui en fait le premier individu à avoir été intronisé à titre d’entraîneur et de contributeur.
Six entraîneurs intronisés sont associés à des équipes qui ont été intronisées au Hall of Fame, en tant qu'entités. Don Haskins, introduit en 1997, était l’entraîneur de l’équipe de basket-ball de 1966 de Texas Western, intronisée en 2007. Dutch Lonborg, intronisé en 1973, était manager de l’équipe olympique américaine de 1960 qui a été intronisée en 2010. Trois entraîneurs intronisés étaient des membres du staff de l’équipe olympique américaine de 1992 qui a également été intronisée en 2010 : l’entraîneur principal Chuck Daly (1994) et les adjoints Lenny Wilkens (1998) et Mike Krzyzewski (2001). Cathy Rush (2008) était l’entraîneuse en chef de l’équipe féminine d'Immaculata College de 1972 à 1974, intronisée en 2014.

## Membres

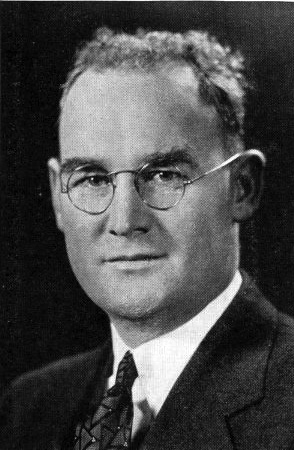
Clifford Carlson, intronisé en 1959

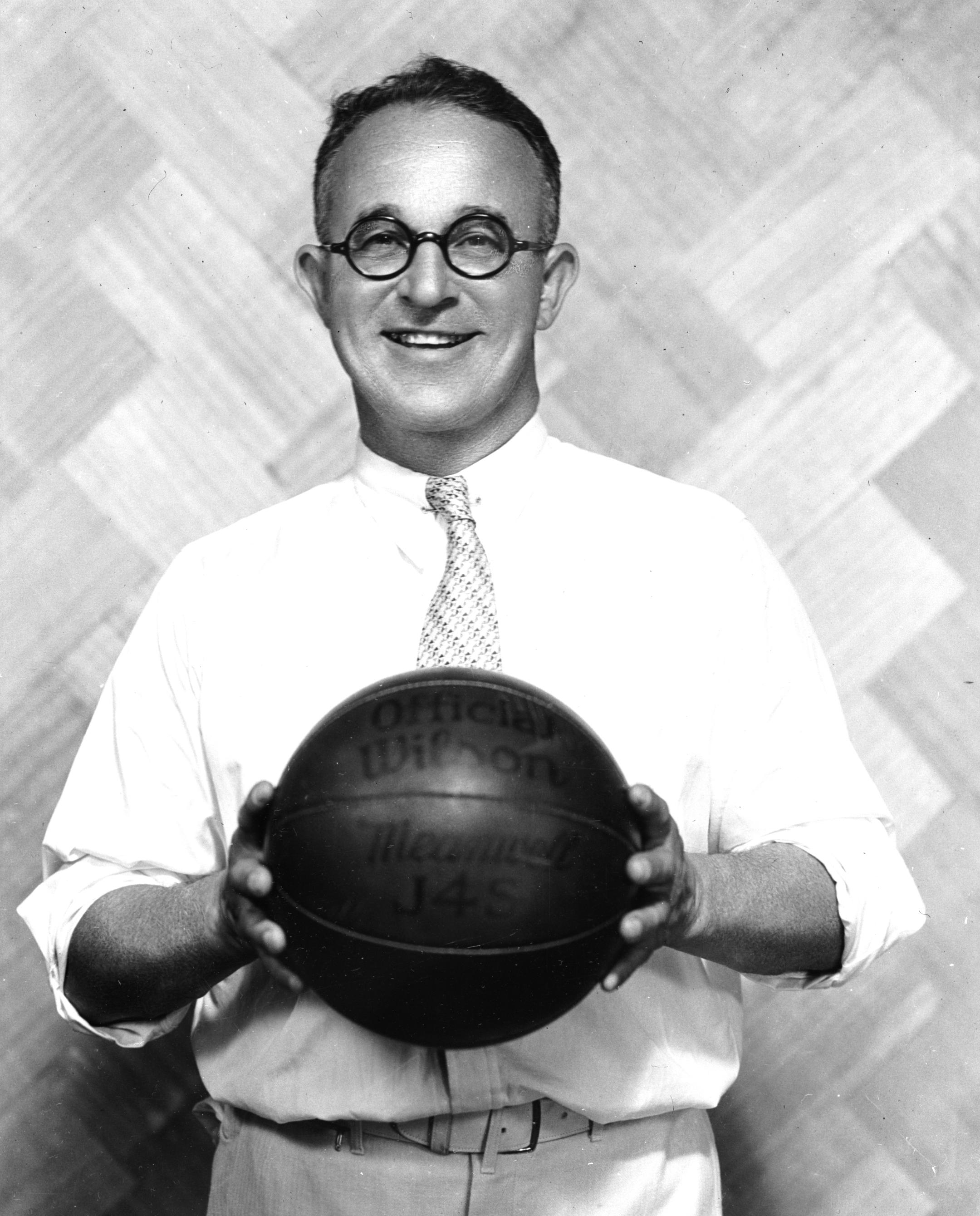
Walter Meanwell, intronisé en 1959

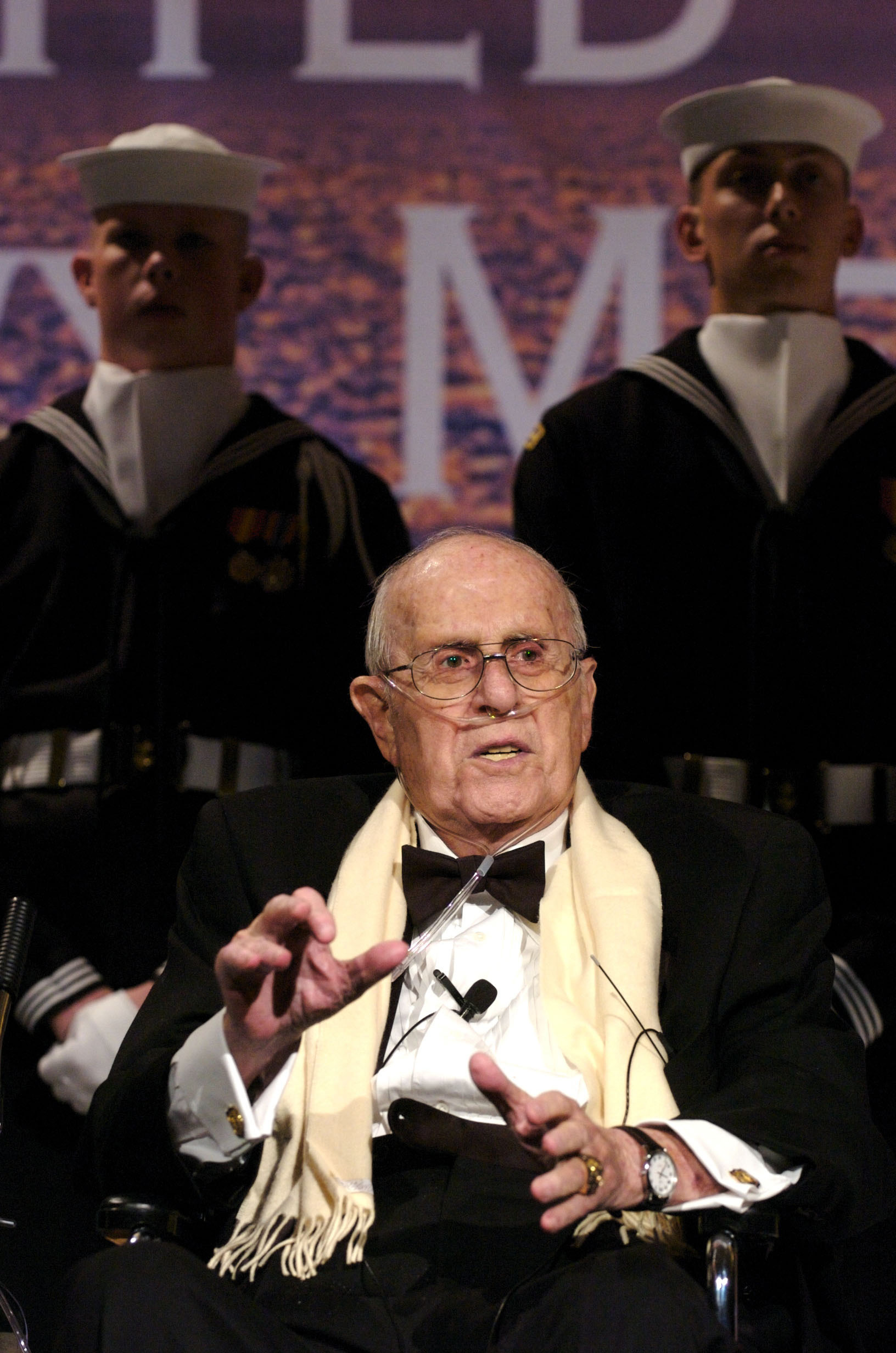
Red Auerbach, intronisé en 1969

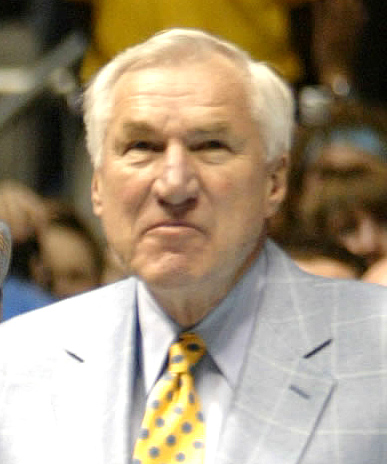
Dean Smith, intronisé en 1983

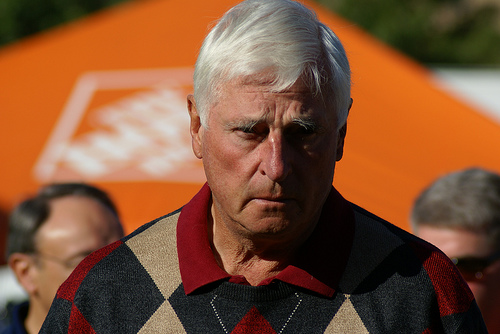
Bobby Knight, intronisé en 1991

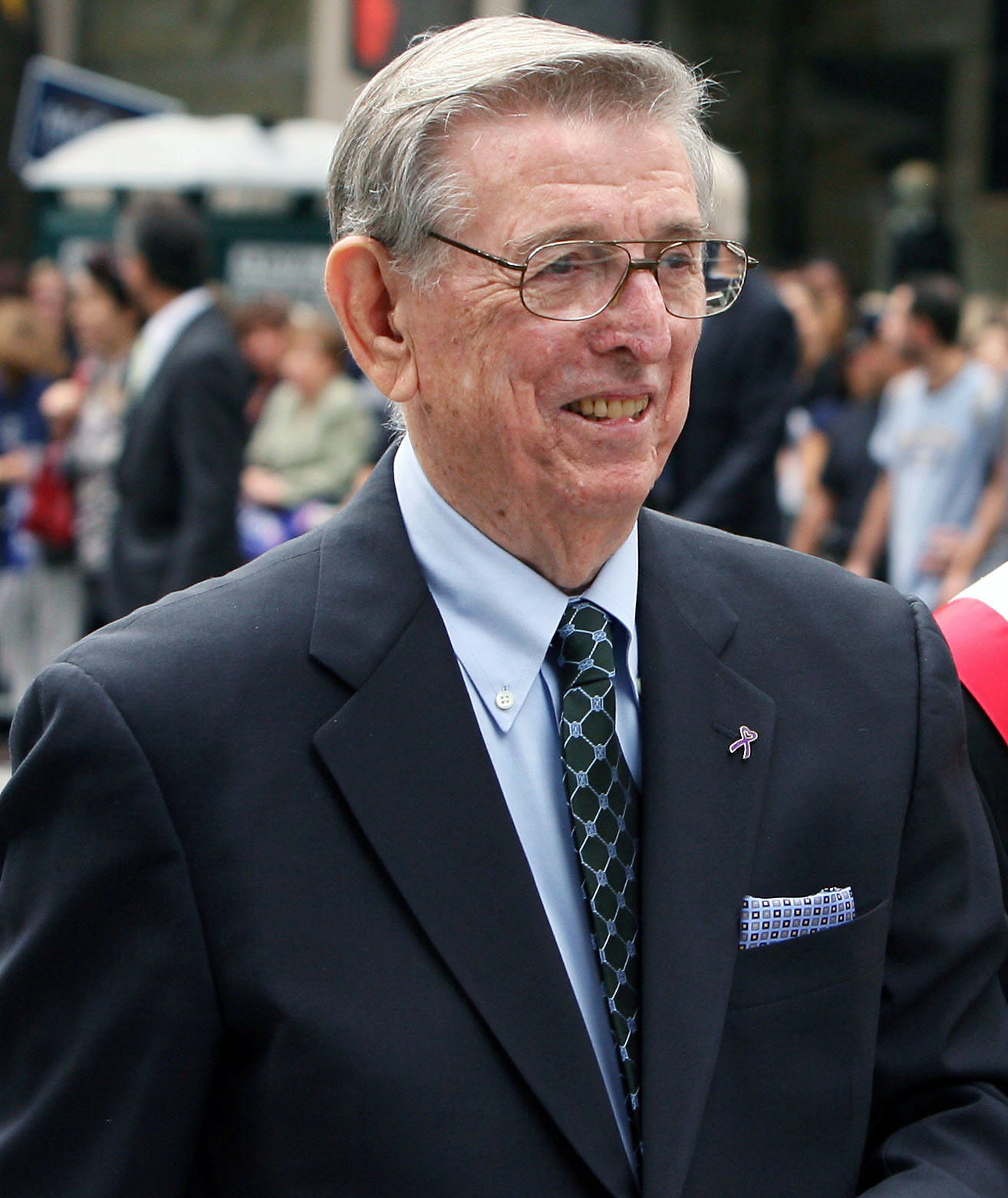
Lou Carnesecca, intronisé en 1992

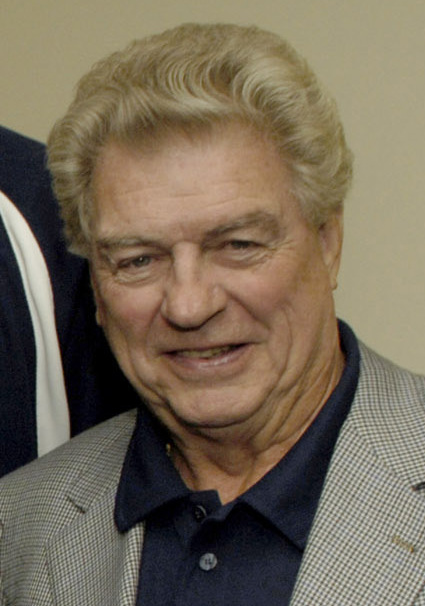
Chuck Daly, intronisé en 1994

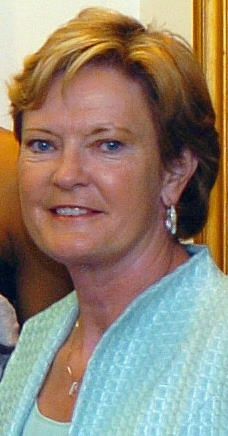
Pat Summitt, intronisée en 2000

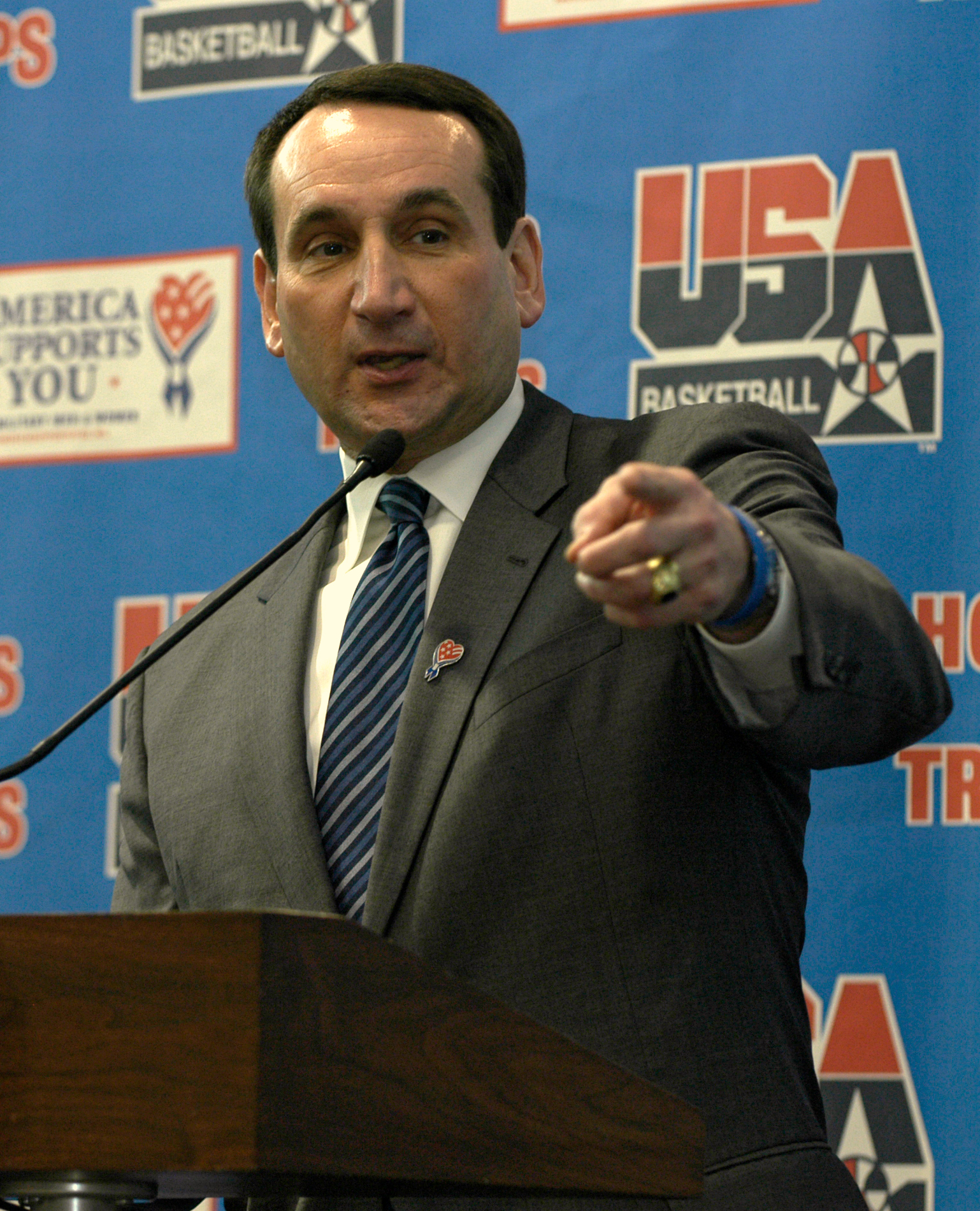
Mike Krzyzewski, intronisé en 2001

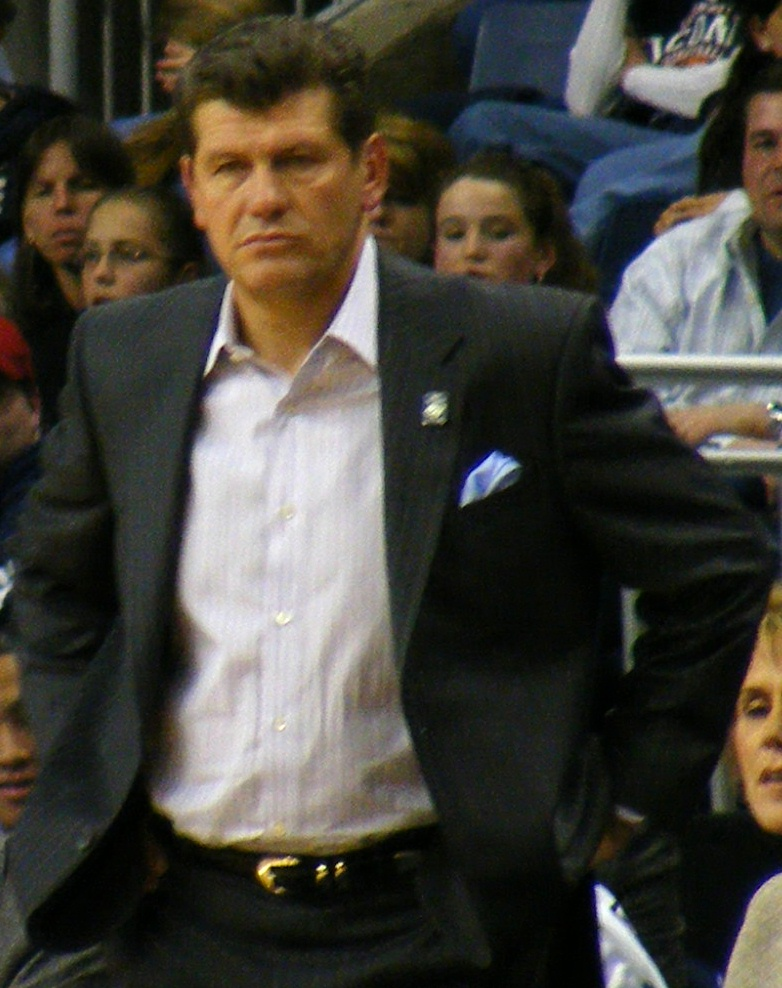
Geno Auriemma, intronisé en 2006

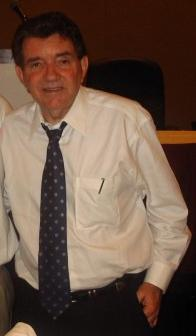
Van Chancellor, intronisé en 2007

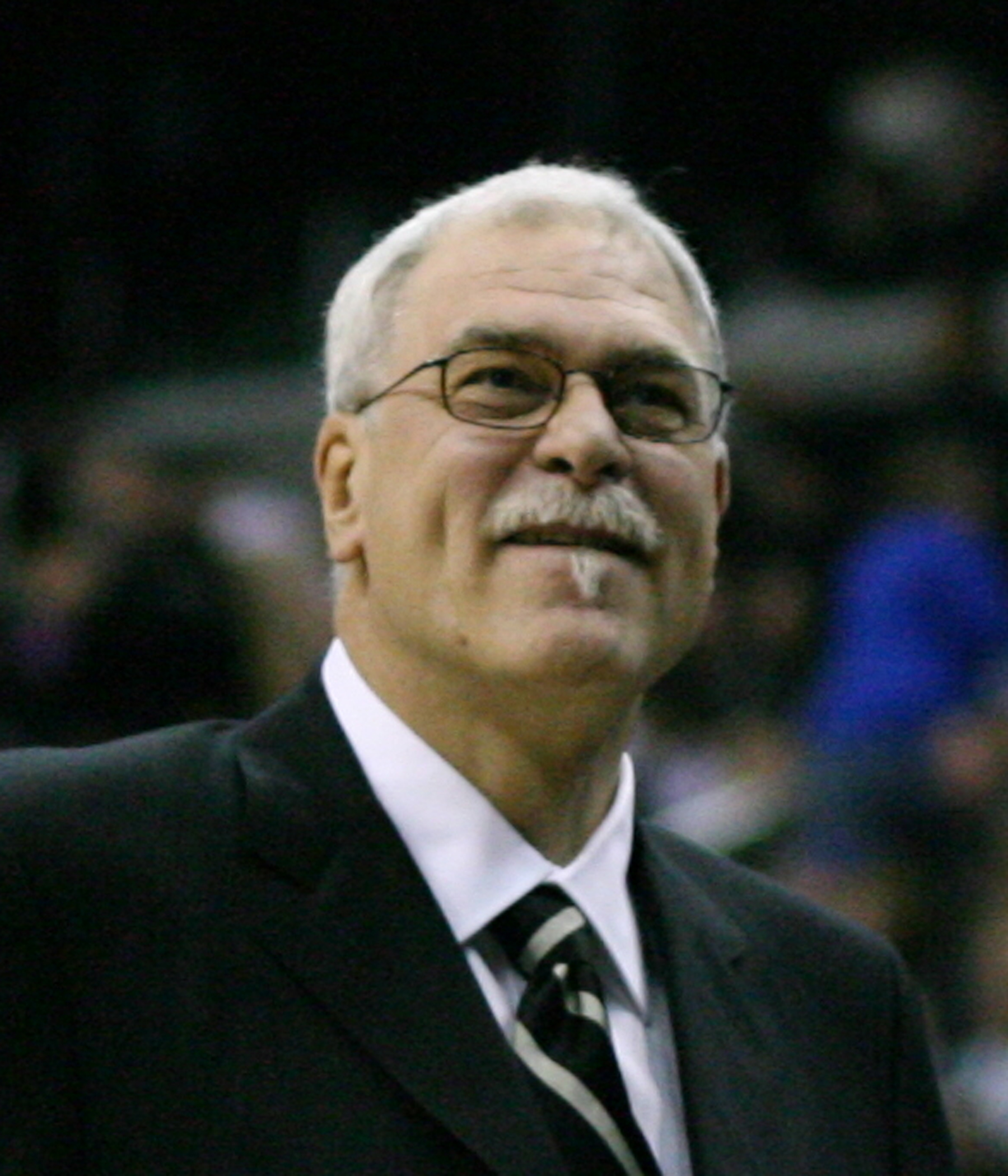
Phil Jackson, intronisé en 2007

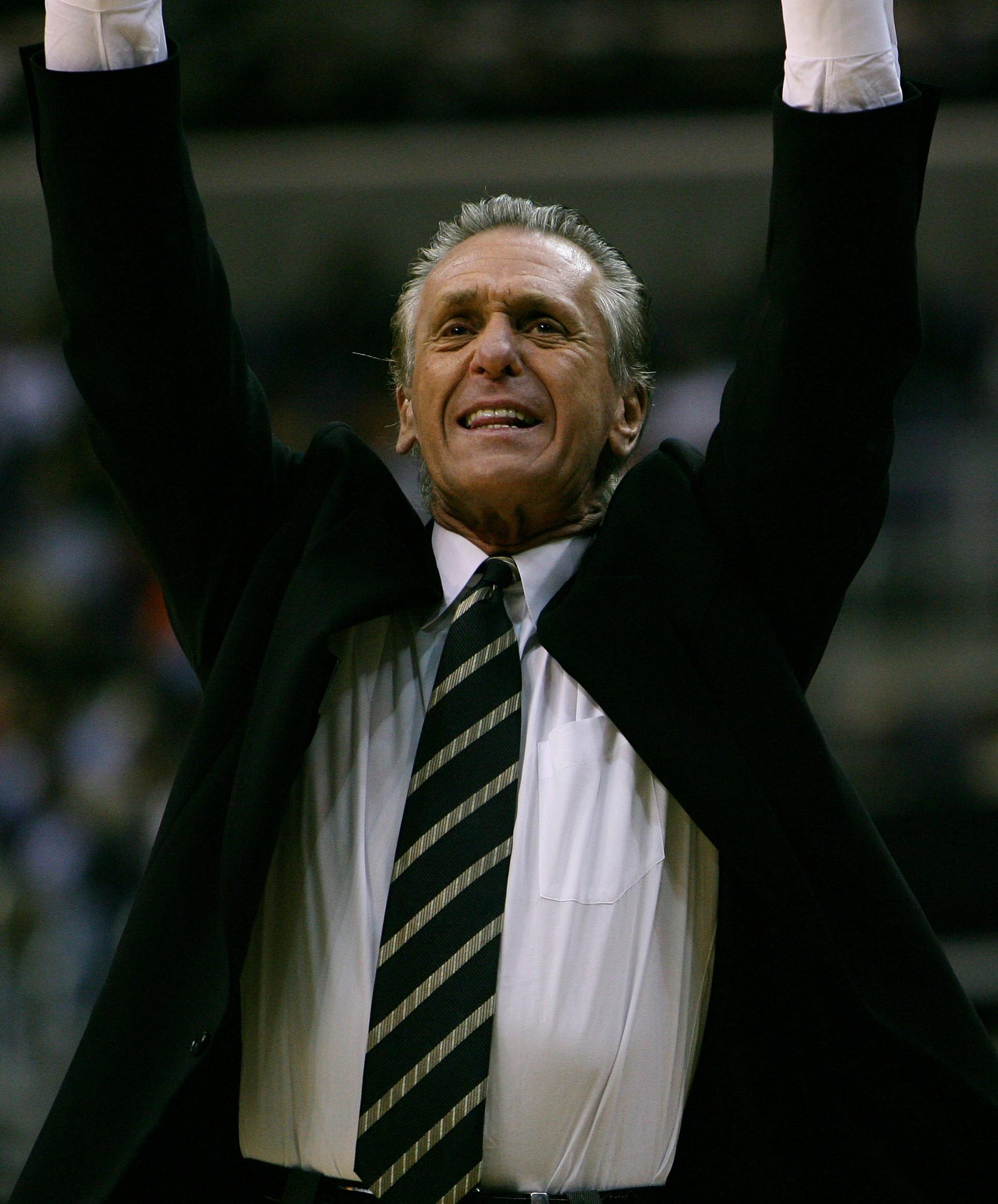
Pat Riley, intronisé en 2008

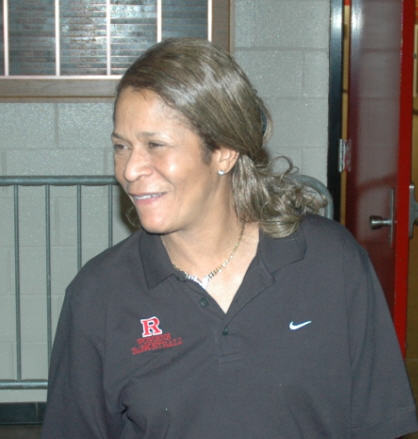
C. Vivian Stringer, intronisée en 2009

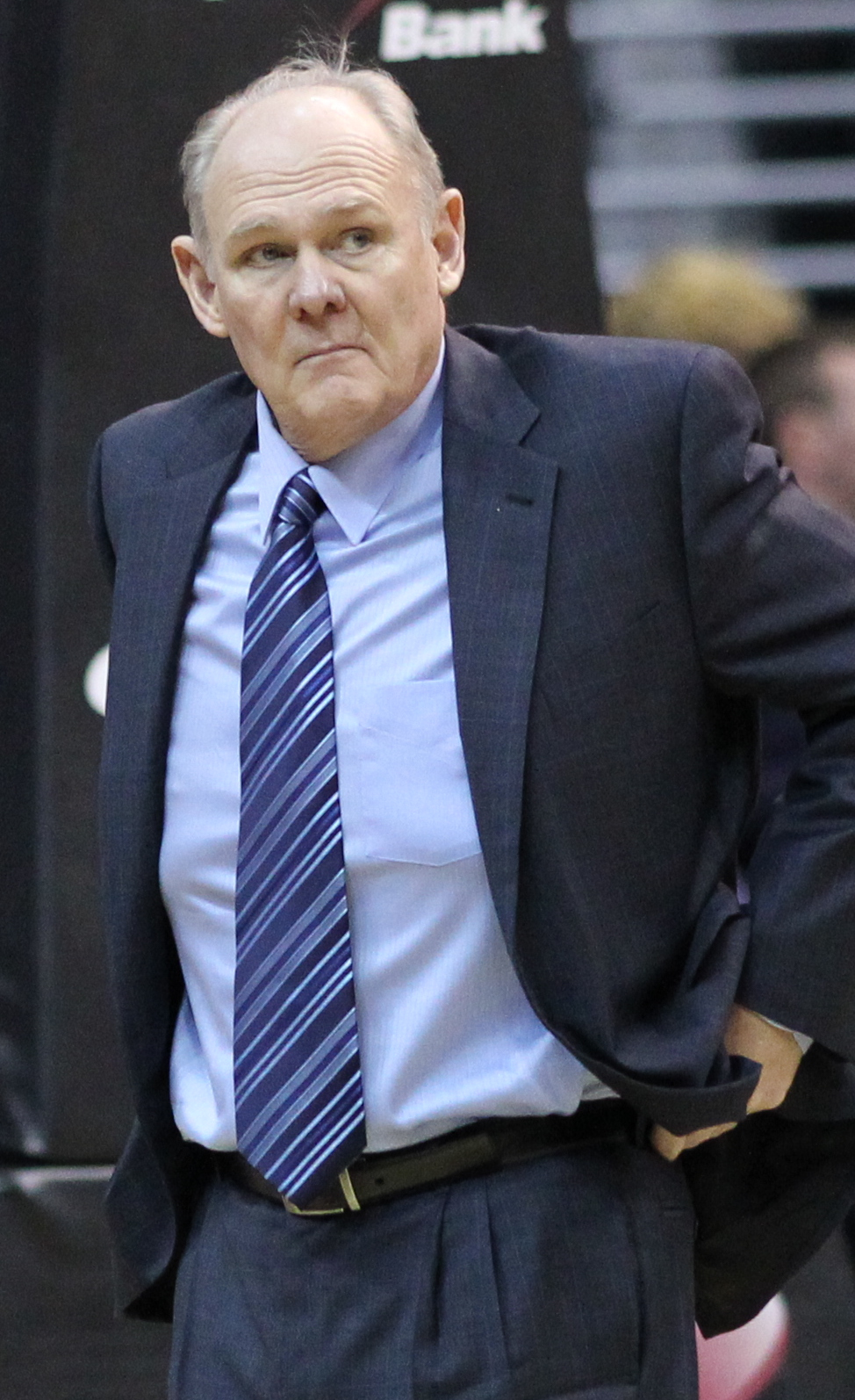
George Karl, intronisé en 2022

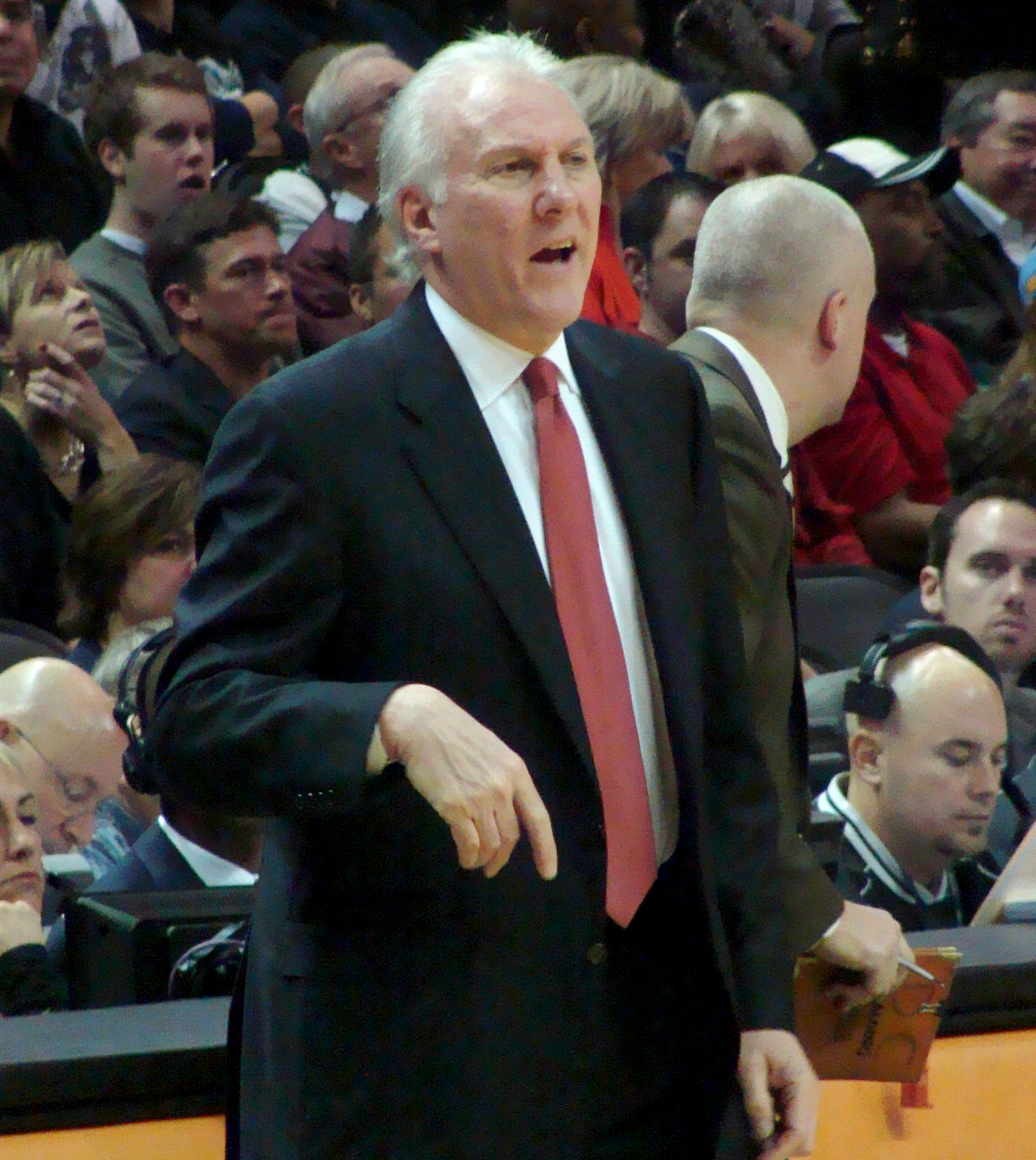
Gregg Popovich, intronisé en 2023

| Année | Entraîneur            | Accomplissements | Réf.    | Nationalité |
| ----- | --------------------- | --- | ------- | ----------- |
| 1959  | Phog Allen            | Fondateur de la National Association of Basketball Coaches (NABC) et de la National Collegiate Athletic Association (NCAA). A remporté le tournoi NCAA avec Kansas en 1952. A joué un rôle dans l'acceptation du basket-ball comme discipline olympique en 1936. A remporté une médaille d'or aux Jeux olympiques d'Helsinki en 1952. A remporté 746 matchs en carrière. Est surnommé comme "The Father of Basketball Coaching" | [ 1 ]   | États-Unis  |
| 1959  | Clifford Carlson (en) | | [ 2 ]   | États-Unis  |
| 1959  | Walter Meanwell       | A remporté à huit reprises la Big Ten Conference avec le Wisconsin. Membre fondateur de la National Basketball Coaches Association. | [ 3 ]   | États-Unis  |
| 1960  | Ernest Blood (en)     | A entraîné la Passaic High School à un record lycéen de 159 victoires consécutives, associé à 7 titres d'État. | [ 4 ]   | États-Unis  |
| 1960  | Frank Keaney (en)     | A mené l'Université du Rhode Island à quatre National Invitation Tournament (NIT). Le gymnase de l'université lui est dédié en 1953. | [ 5 ]   | États-Unis  |
| 1960  | Ward Lambert (en)     | A remporté 11 titres au sein de la Big Ten Conference avec Purdue. | [ 6 ]   | États-Unis  |
| 1961  | George Keogan (en)    | | [ 7 ]   | États-Unis  |
| 1961  | Lenny Sachs (en)      | A remporté un titre dans l'Amateur Athletic Union (AAU) avec l'Illinois Athletic Club en 1917. | [ 8 ]   | États-Unis  |
| 1964  | Ken Loeffler (en)     | Champion de la Division Ouest de la Basketball Association of America (BAA) avec Saint-Louis en 1948. Un titre de National Invitation Tournament (NIT) avec La Salle en 1952. Un titre NCAA avec La Salle en 1954. | [ 9 ]   | États-Unis  |
| 1965  | Howard Hobson (en)    | Un titre NCAA avec l'Oregon en 1939. Membre et trésorier du National Basketball Rules Committee et membre du Comité olympique des États-Unis. | [ 10 ]  | États-Unis  |
| 1966  | Everett Dean (en)     | 3 titres de la Big Ten Conference avec Indiana en 1926, 1928, et 1936 et un titre NCAA avec Stanford en 1942. | [ 11 ]  | États-Unis  |
| 1968  | Howard Cann (en)      | A remporté un titre NIT avec NYU en 1948. | [ 12 ]  | États-Unis  |
| 1968  | Slats Gill (en)       | 5 titre de la Pacific Coast Conference avec Oregon State en 1933, 1947, 1949, 1955 et 1958, ainsi que huit titres de la Far West Conference. | [ 13 ]  | États-Unis  |
| 1968  | Doggie Julian         | A remporté un titre NCAA avec Holy Cross en 1947. 3 titres de l'Ivy League avec Dartmouth en 1956, 1958 et 1959. | [ 14 ]  | États-Unis  |
| 1969  | Red Auerbach          | A remporté 9 titres de la National Basketball Association (NBA) avec les Celtics de Boston en 1957 et de 1959 à 1966. A été entraîneur du NBA All-Star Game de 1957 à 1967. Nommé NBA Coach of the Year en 1965, NBA Executive of the Year en 1980 et désigné comme l'un des 10 meilleurs entraîneur de l'histoire de la NBA en 1996. | [ 15 ]  | États-Unis  |
| 1969  | Henry Iba             | A remporté 14 titres de la Missouri Valley Conference avec Oklahoma A&M, ainsi que la Big Eight Conference avec Oklahoma State, 1965. Un des deux seuls entraîneurs de l'histoire à remporter deux médailles d'or olympiques. Introduit au FIBA Hall of Fame en 2007. | [ 16 ]  | États-Unis  |
| 1969  | Adolph Rupp           | Un titre NIT avec Kentucky en 1946 et quartes titres NCAA avec Kentucky en 1948, 1949, 1951 et 1958. A remporté 27 titres de la Southeastern Conference. | [ 17 ]  | États-Unis  |
| 1970  | Ben Carnevale (en)    | Un titre de la Southern Conference avec North Carolina en 1945 et un titre NCAA avec North Carolina en 1946. | [ 18 ]  | États-Unis  |
| 1972  | Edgar Diddle (en)     | Premier entraîneur de l'histoire de la NCAA à coacher au moins 1 000 matchs dans une seule université. 3 apparitions au tournoi NCAA et 8 au NIT avec Western Kentucky. A remporté 32 titres de conférences, dans 3 conférences différentes. Considéré comme un pionnier de la contre-attaque. | [ 19 ]  | États-Unis  |
| 1973  | Bruce Drake (en)      | 3 apparitions au tournoi NCAA et 6 titres de conférence avec Oklahoma. Directeur du NCAA Rules Committee de 1951 à 1955. A été co-entraîneur de l'équipe olympique des États-Unis à Melbourne en 1956. | [ 20 ]  | États-Unis  |
| 1973  | Dutch Lonborg (en)    | Un titre de l'AAU avec Washburn en 1925 et un titre de la Big Ten Conference avec Northwestern en 1931. Manager de l'équipe olympique des États-Unis à Rome en 1960. | [ 21 ]  | États-Unis  |
| 1973  | John Wooden           | 10 titres de la NCAA en 12 années avec UCLA en 1964, 1965, de 1967 à 1973 et 1975. Détient le record de victoires consécutives de la Division I de la NCAA, avec 88 matchs. A compilé un bilan de 885-203 durant ses 40 années de carrière. | [ 22 ]  | États-Unis  |
| 1976  | Harry Litwack (en)    | A participé deux fois au Final Four de la NCAA avec Temple en 1956 et 1958. | [ 23 ]  | États-Unis  |
| 1977  | Frank McGuire         | A remporté un titre de la NCAA avec North Carolina en 1957. | [ 24 ]  | États-Unis  |
| 1979  | Sam Barry (en)        | 2 titres de l'Illinois Intercollegiate Athletic Conference avec Knox College en 1919 et 1920. Un titre de la Big Ten Conference avec l'Iowa en 1923, 3 titres de la Pacific Coast Conference avec USC en 1930, 1935 et 1940. | [ 25 ]  | États-Unis  |
| 1979  | Eddie Hickey (en)     | 4 titres de la Missouri Valley Conference avec Creighton. Un titre de la NIT avec St. Louis en 1948. | [ 26 ]  | États-Unis  |
| 1979  | Ray Meyer (en)        | Une participation au Final Four de la NCAA avec DePaul en 1943 et 1979. Un titre NIT avec DePaul en 1945. | [ 27 ]  | États-Unis  |
| 1980  | Everett Shelton (en)  | A remporté un titre national de l'AAU avec Denver Safeways en 1937 et un titre NCAA avec Wyoming en 1943. | [ 28 ]  | États-Unis  |
| 1981  | Arad McCutchan (en)   | | [ 29 ]  | États-Unis  |
| 1982  | Everett Case (en)     | 4 championnats d'État avec Frankfort High School en 1925, 1929, 1936 et 1939. 6 titres de la Southern Conference avec NC State de 1947 à 1952 et 4 titres de l'Atlantic Coast Conference avec NC State de 1954 à 1956 et 1959. | [ 30 ]  | États-Unis  |
| 1982  | Clarence Gaines (en)  | 12 titres en Central Intercollegiate Athletic Association (CIAA). | [ 31 ]  | États-Unis  |
| 1983  | Dean Smith            | 1 titre de NIT avec North Carolina en 1971. 3 titres NCAA (En tant que joueur avec Kansas en 1952 et comme entraîneur avec North Carolina en 1982 et 1993. A remporté la médaille d'or aux Jeux Olympiques de Montréal en 1976. Intronisé au FIBA Hall of Fame en 2007. | [ 32 ]  | États-Unis  |
| 1984  | Jack Gardner (en)     | 3 titres de Big Seven avec Kansas State et 5 titres de la Skyline Conference avec Utah. | [ 33 ]  | États-Unis  |
| 1985  | Harold Anderson       | Président de la NABC de 1962 à 1963. | [ 34 ]  | États-Unis  |
| 1985  | Marv Harshman (en)    | A remporté la médaille d'or avec les États-Unis aux jeux panaméricains de 1975. | [ 35 ]  | États-Unis  |
| 1985  | Margaret Wade         | Membre inaugural de la Women's Basketball Hall of Fame en 1999. | [ 36 ]  | États-Unis  |
| 1986  | Red Holzman           | Élu NBA Coach of the Year en 1970. A remporté 3 titres NBA avec les Royals de Rochester en 1951 et les Knicks de New York en 1970 et 1973. Désigné comme l'un des 10 meilleurs entraîneur de l'histoire de la NBA en 1996. | [ 37 ]  | États-Unis  |
| 1986  | Fred Taylor (en)      | A remporté un titre NCAA avec Ohio State en 1960 et de multiples apparitions au Final Four. 7 titres de la Big Ten Conference. | [ 38 ]  | États-Unis  |
| 1986  | Stan Watts (en)       | 2 titres de NIT avec BYU en 1951 et 1966. 8 titres de conférence : Mountain State Athletic Conference en 1950 et 1951, Skyline Conference en 1957, Western Athletic Conference en 1965, 1967, 1969, 1971 et 1972. 11 participations aux tournois de fin de saison (4 en NIT et 7 en NCAA) | [ 39 ]  | États-Unis  |
| 1988  | Ralph Miller (en)     | 6 titres de conférence avec Wichita en 1964, Iowa en 1968 et 1970, Oregon State en 1980, 1981 et 1982. | [ 40 ]  | États-Unis  |
| 1991  | Bobby Knight          | 4 titres en NCAA, dont un avec Ohio State en tant que joueur en 1960 et avec Indiana en tant qu'entraîneur en 1976, 1981 et 1987. A remporté la médaille d'or aux Jeux olympiques de Los Angeles en 1984. | [ 41 ]  | États-Unis  |
| 1992  | Lou Carnesecca        | Apparition au Final Four de la NCAA avec St. John's en 1985 et un titre NIT avec St. John's en 1989. | [ 42 ]  | États-Unis  |
| 1992  | Al McGuire (en)       | A été champion NIT avec Marquette en 1970 et de NCAA en 1977. | [ 43 ]  | États-Unis  |
| 1992  | Jack Ramsay           | Apparition au Final Four avec St. Joseph's en 1965. A remporté un titre NBA avec les Trail Blazers de Portland en 1977. A emmené Portland en playoffs 9 fois sur 10 saisons. Désigné comme l'un des 10 meilleurs entraîneur de l'histoire de la NBA en 1996. | [ 44 ]  | États-Unis  |
| 1992  | Phil Woolpert (en)    | 2 titres NCAA avec San Francisco en 1955 et 1956. | [ 45 ]  | États-Unis  |
| 1994  | Denny Crum (en)       | 2 titres NCAA avec Louisville en 1980 et 1986, en plus de 3 titres de la Missouri Valley Conference. | [ 46 ]  | États-Unis  |
| 1994  | Chuck Daly            | 4 titres en Ivy League avec Pennsylvania de 1972 à 1975. A remporté 2 titres NBA avec les Pistons de Détroit en 1989 et 1990. A remporté la médaille d'or lors des Jeux olympiques de Barcelone en 1992, avec la Dream Team. Désigné comme l'un des 10 meilleurs entraîneur de l'histoire de la NBA en 1996. | [ 47 ]  | États-Unis  |
| 1994  | Cesare Rubini         | A remporté la médaille d'argent aux Jeux olympiques de Moscou de 1980, une médaille d'or à l'EuroBasket de 1983, ainsi qu'une médaille de bronze en 1985. En club, il obtient 9 titres du championnat italien. Introduit au FIBA Hall of Fame en 2013. | [ 48 ]  | Italie      |
| 1995  | Aleksandr Gomelsky    | 6 titres en EuroBasket en 1963, 1965, 1967, 1969, 1979 et 1981, 2 titres de champion du monde en 1967 et 1982, ainsi qu'une médaille d'or aux Jeux olympiques de Séoul en 1988. Intronisé au FIBA Hall of Fame en 2007 et considéré comme l'un des 10 meilleurs entraîneurs de l'histoire de l'Euroligue en 2008. | [ 49 ]  | Russie      |
| 1995  | John Kundla           | A remporté un titre NBL avec les Lakers de Minneapolis en 1948, puis un titre BAA avec Minneapolis en 1949 et 4 titres NBA avec Minneapolis en 1950, 1952, 1953 et 1954. Désigné comme l'un des 10 meilleurs entraîneur de l'histoire de la NBA en 1996. | [ 50 ]  | États-Unis  |
| 1997  | Pete Carril (en)      | 13 titres en Ivy League avec Princeton et un titre NIT en 1975. | [ 51 ]  | États-Unis  |
| 1997  | Antonio Díaz-Miguel   | A remporté 2 médailles d'argent à l'EuroBasket de 1973 et 1983, ainsi qu'une médaille d'argent aux Jeux olympiques de Los Angeles en 1984. A été entraîneur de l'équipe d'Espagne de 1965 à 1992. Intronisé au FIBA Hall of Fame en 2007. | [ 52 ]  | Espagne     |
| 1997  | Don Haskins (en)      | 1 titre en NCAA avec Texas Western en 1966, équipe intronisée également au Hall of Fame. | [ 53 ]  | États-Unis  |
| 1998  | Jody Conradt (en)     | A remporté un titre NCAA avec Texas en 1986. Membre inaugural de la Women's Basketball Hall of Fame en 1999. | [ 54 ]  | États-Unis  |
| 1998  | Alex Hannum           | Un titre de l'AAU avec Wichita Vickers en 1959. Élu NBA Coach of the Year en 1964 et ABA Coach of the Year en 1969. | [ 55 ]  | États-Unis  |
| 1998  | Aleksandar Nikolić    | A remporté une médaille d'or lors de l'EuroBasket 1977, ainsi qu'une médaille d'or lors de la coupe du monde 1978. Intronisé au FIBA Hall of Fame en 2007 et considéré comme l'un des 10 meilleurs entraîneurs de l'histoire de l'Euroligue en 2008. | [ 56 ]  | Serbie      |
| 1998  | Lenny Wilkens         | 1 titre NBA avec les SuperSonics de Seattle en 1979. A été assistant lors de la médaille d'or des Jeux olympiques de Barcelone en 1992, avec la Dream Team et remporte la médaille d'or en tant qu'entraîneur principal lors des Jeux olympiques d'Atlanta de 1996. Élu NBA Coach of the Year en 1994. Désigné comme l'un des 10 meilleurs entraîneur de l'histoire de la NBA en 1996. | [ 57 ]  | États-Unis  |
| 1999  | Billie Moore          | A remporté la médaille d'argent lors des Jeux Olympiques de Montréal en 1976. | [ 58 ]  | États-Unis  |
| 1999  | John Thompson         | 1 titre de NCAA avec Georgetown en 1984. Apparitions au Final Four en 1982, 1984 et 1985. | [ 59 ]  | États-Unis  |
| 2000  | Pat Summitt           | A remporté la médaille d'or aux Jeux olympiques de Los Angeles en 1984. 8 titres en NCAA avec Tennessee, élue Naismith Coach of the Century en 2000 et membre inaugural de la Women's Basketball Hall of Fame en 1999. Intronisée au FIBA Hall of Fame en 2013. | [ 60 ]  | États-Unis  |
| 2000  | Morgan Wootten (en)   | 5 titres nationaux au niveau lycéen avec DeMatha High School en 1962, 1965, 1968, 1978 et 1984. | [ 61 ]  | États-Unis  |
| 2001  | John Chaney (en)      | Champion de NCAA Division II avec Cheyney State en 1978. | [ 62 ]  | États-Unis  |
| 2001  | Mike Krzyzewski       | Au moment de son introduction : - 3 titres en NCAA avec Duke en 1991, 1992 et 2001. - 9 participations au Final Four avec Duke en 1986, de 1988 à 1992, 1994, 1999 et 2001. Depuis son intronisation : - 3 titres en NCAA avec Duke en 2010 et 2015. - 3 participations au Final Four avec Duke en 2004, 2010 et 2015. - Plus grand nombre de victoires en tant qu'entraîneur dans le tournoi de la NCAA de basket-ball et dans la Division I. - Premier entraîneur à mener une équipe à trois médailles d'or aux Jeux olympiques (2008, 2012, 2016) - 2 médailles d'or en Coupe du Monde en 2010 et 2014 | [ 63 ]  | États-Unis  |
| 2002  | Larry Brown           | 1 titre NCAA avec Kansas en 1988. Élu NBA Coach of the Year en 2001 et remporte un titre NBA les Pistons de Détroit en 2004. | [ 64 ]  | États-Unis  |
| 2002  | Lute Olson            | A remporté un titre NCAA avec Arizona en 1997. | [ 65 ]  | États-Unis  |
| 2002  | Kay Yow               | Une participation au Final Four avec N.C. State en 1998. A remporté une médaille d'or aux Jeux olympiques de Séoul en 1988. Intronisée au Women's Basketball Hall of Fame en 2000, ainsi qu'au FIBA Hall of Fame en 2009. | [ 66 ]  | États-Unis  |
| 2003  | Leon Barmore (en)     | 9 apparitions au Final Four avec Louisiana Tech et 2 titres de la NCAA en 1982 et 1988. Entraîneuse qui a atteint le plus rapidement 500 victoires en carrière dans l'histoire du basket-ball féminin. Introduite au Women's Basketball Hall of Fame en 2003. | [ 67 ]  | États-Unis  |
| 2004  | Bill Sharman          | Seul entraîneur à remporter les titres nationaux et d'entraîneur de l'année sur une même saison, dans trois ligues différentes. En American Basketball League avec les Pipers de Cleveland en 1962, puis en ABA avec les Stars de l'Utah en 1971 et en NBA avec les Lakers de Los Angeles en 1972. Possède avec les Lakers le record de 33 victoires consécutives en saison régulière, établi en 1971-1972. | [ 68 ]  | États-Unis  |
| 2005  | Jim Boeheim           | Champion en NCAA avec Syracuse en 2003, avec 5 apparitions au Final Four en 1987, 1996, 2003, 2013 et 2016. | [ 69 ]  | États-Unis  |
| 2005  | Jim Calhoun           | 3 titres NCAA avec le Connecticut en 1999, 2004 et 2011 et un titre NIT en 1988. | [ 70 ]  | États-Unis  |
| 2005  | Sue Gunter (en)       | A pris sa retraite avec le troisième plus gros total de victoires en carrière en tant qu'entraîneuse en Division I de basket-ball féminin NCAA. A été intronisée dans la Women's Basketball Hall of Fame en 2001. | [ 71 ]  | États-Unis  |
| 2006  | Geno Auriemma         | Au moment de son intronisation : - 5 titres NCAA avec le Connecticut en 1995, 2000, 2002, 2003 et 2004, dont deux saisons invaincues en 1995 et 2002. - Détient le record de NCAA Division I de 70 victoires consécutives. - Introduite au Women's Basketball Hall of Fame en 2006. Depuis son intronisation : - Six titres nationaux en 2009, 2010 et de 2013 à 2016, dont 4 saisons invaincues en 2009, 2010, 2014 et 2016. - A remporté deux médailles d'or aux Jeux olympiques de 2012 et 2016. | [ 72 ]  | États-Unis  |
| 2006  | Sandro Gamba          | A remporté la médaille d'argent aux Jeux olympiques de Moscou de 1980, une médaille d'or à l'EuroBasket de 1983, une médaille d'argent à l'EuroBasket de 1991 et une médaille de bronze à l'EuroBasaket de 1985. | [ 73 ]  | Italie      |
| 2007  | Van Chancellor        | 4 titres de la WNBA avec les Comets de Houston entre 1997 et 2000. Élue Coach of the WNBA's All-Decade Team en 2006. A pris sa retraite de la WNBA avec le plus grand nombre de victoires en carrière. A remporté une médaille d'or à la Coupe du Monde en 2002 et une médaille d'or aux Jeux olympiques de 2004. | [ 74 ]  | États-Unis  |
| 2007  | Pedro Ferrándiz       | A remporté 4 titres en Euroligue avec le Real Madrid en 1965, 1967, 1968 et 1974. Cofondateur du World Association of Basketball Coaches en 1976. Considéré comme l'un des 10 meilleurs entraîneurs de l'histoire de l'Euroligue en 2008 et intronisé au FIBA Hall of Fame en 2009. | [ 75 ]  | Espagne     |
| 2007  | Phil Jackson          | Premier entraîneur de l'histoire de la NBA à remporter trois three-peat, les deux premiers avec les Bulls de Chicago (1991-1993 et 1996-1998), puis avec les Lakers de Los Angeles de 2000 à 2002. A entraîné les Bulls avec le second meilleur bilan de l'histoire de la NBA (72-10). Possède le record du nombre de titres remportés en NBA avec 11 titres. Désigné comme l'un des 10 meilleurs entraîneur de l'histoire de la NBA en 1996. | [ 76 ]  | États-Unis  |
| 2007  | Mirko Novosel         | A remporté une médaille d'argent aux Jeux olympiques de 1976 et une médaille de bronze en 1984 avec la Yougoslavie, et une médaille d'argent à la Coupe du Monde de 1974. Intronisé au FIBA Hall of Fame en 2010. | [ 77 ]  | Croatie     |
| 2007  | Roy Williams          | 3 titres NCAA en 2005, 2009 et 2017, 4 apparitions au Final Four avec Kansas et 5 avec North Carolina. Il est l'entraîneur ayant remporté le plus rapidement 500 matchs en NCAA. | [ 78 ]  | États-Unis  |
| 2008  | Pat Riley             | Élu NBA Coach of the Year avec les Lakers de Los Angeles en 1990, puis les Knicks de New York en 1993 et le Heat de Miami en 1997. Il a remporté 5 titres NBA en 1982, 1985, 1987, 1988 et 2006. Désigné comme l'un des 10 meilleurs entraîneur de l'histoire de la NBA en 1996. | [ 79 ]  | États-Unis  |
| 2008  | Cathy Rush (en)       | A remporté 3 titres nationaux AIAW avec Immaculata en 1972, 1973, et 1974, équipe introduite au Hall of Fame en 2014. Une médaille d'or aux Jeux panaméricains de 1975. Pionnière de l'USBWA Award en 1994. Introduite au Women's Basketball Hall of Fame en 2000. | [ 80 ]  | États-Unis  |
| 2009  | Jerry Sloan           | Premier entraîneur de l'histoire de la NBA à remporter au moins 1 000 matchs avec une seule franchise, avec le Jazz de l'Utah. A participé à deux Finales NBA en 1997 et 1998. | [ 81 ]  | États-Unis  |
| 2009  | C. Vivian Stringer    | Première entraîneuse à mener 3 différentes universités vers le Final Four de la NCAA, avec Cheyney, Iowa, Rutgers. Introduite au Women's Basketball Hall of Fame en 2001. | [ 82 ]  | États-Unis  |
| 2010  | Bob Hurley (en)       | A reporté 26 championnats d'État et a disputé 5 saisons en étant invaincu en 1974, 1989, 1996, 2003 et 2008. | [ 83 ]  | États-Unis  |
| 2011  | Herb Magee (en)       | Entraîneur de l'Université de Philadelphie depuis 1967. Possède le record de victoires en NCAA au basket-ball masculin. | [ 84 ]  | États-Unis  |
| 2011  | Tara VanDerveer       | Entraîneuse de Stanford depose 1985, a remporté 3 titres en NCAA au niveau féminin en 1990, 1992 et 2021, avec plus de 10 apparitions au Final Four. A remporté la médaille d'or aux Jeux olympiques de 1996. Introduite au Women's Basketball Hall of Fame en 2002. | [ 85 ]  | États-Unis  |
| 2012  | Lidia Alexeeva        | Deux médailles d'or aux Jeux olympiques de 1976 et 1980 et 11 titres aux championnats d'Europe avec l'URSS. Women's Basketball Hall of Fame (1999); FIBA Hall of Fame (2007) | [ 86 ]  | Russie      |
| 2012  | Don Nelson            | Possède le record de victoires en NBA pour un entraîneurs avec un total de 1 335. Élu à 3 reprises NBA Coach of the Year (1982, 1984, 1991). Désigné comme l'un des 10 meilleurs entraîneur de l'histoire de la NBA en 1996. A aussi remporté un championnat du monde de basket-ball en 1994. | [ 87 ]  | États-Unis  |
| 2013  | Sylvia Hatchell (en)  | Est l'une des six entraîneuses universitaire à avoir remporté plus de 1 000 victoires en carrière. Seule entraîneuse à remporter des titres nationaux à trois niveaux différents (AIAW Division II avec Francis Marion en 1982, NAIA Division I avec Francis Marion en 1986 et NCAA Division I avec North Carolina en 1994. Introduite au Women's Basketball Hall of Fame en 2004. | [ 88 ]  | États-Unis  |
| 2013  | Guy Lewis             | A remporté près de 600 matchs en 30 ans de carrière avec Houston. A fait 5 apparitions au Final Four. Architecte du "Match du siècle" en 1968 face à UCLA, qui est le premier match de saison régulière universitaire télévisé. | [ 89 ]  | États-Unis  |
| 2013  | Rick Pitino           | A remporté deux titres nationaux universitaires avec deux universités différentes (Kentucky en 1996 et Louisville, 2013). Seul entraîneur à emmener trois universités au Final Four (Providence, Kentucky et Louisville). | [ 90 ]  | États-Unis  |
| 2013  | Jerry Tarkanian       | A remporté un tournoi en NCAA avec UNLV en 1990 et trois apparitions au Final Four en 1977, 1987 et 1991. | [ 91 ]  | États-Unis  |
| 2014  | Bob Leonard           | A remporté 3 titres ABA avec les Pacers de l'Indiana en 1970, 1972 et 1973. Il est l'entraîneur le plus victorieux de a franchise des Pacers de l'histoire avec 529 victoires, de la ABA avec 387 victoires, et des playoffs ABA avec 69 victoires. | [ 92 ]  | États-Unis  |
| 2014  | Nolan Richardson      | Seul entraîneur à remporter un titre en NJCAA, NIT et NCAA Division I (Western Texas en 1980, Tulsa en 1981 et Arkansas en 1994. 9 titres de conférence avec Arkansas en Southwest Conference et Southeastern Conference. A également entraîné les équipes nationales du Panama et du Mexique. | [ 93 ]  | États-Unis  |
| 2014  | Gary Williams         | Plus de 600 matchs remportés au niveau universitaire avec American, Boston College, Ohio State et le Maryland), avec un titre remporté en 2002 et un Final Four en 2001. Trois titres de conférence ACC en 1995, 2002 et 2010 avec Maryland. | [ 94 ]  | États-Unis  |
| 2015  | John Calipari         | Seul entraîneur du basket-ball universitaire masculin à avoir remporté 38 victoires dans une seule saison. Il l'a fait à 3 reprises, en 2008 avec Memphis, en 2012 et 2015 avec Kentucky. Il a remporté un titre NCAA en 2012 avec Kentucky, 3 participations au Final Four en 1996, 2011 et 2015, ainsi qu'un titre NIT en 2002 avec Memphis. | [ 95 ]  | États-Unis  |
| 2015  | Lindsay Gaze          | A entraîné l'Australie au cours de 4 éditions des Jeux olympiques en 1972, 1976, 1980 et 1984. Élu à trois reprises NBL Coach of the Year. Auteur de ''Better Basketball and Winning Basketball''. Introduit au FIBA Hall of Fame en 2010. | [ 96 ]  | Australie   |
| 2015  | Tom Heinsohn          | Élu NBA Coach of the Year en 1973 et a remporté 2 titres NBA avec les Celtics de Boston en 1974 et 1976. A mené les Celtics à un record de franchise de 68 victoires en saison régulière en 1973. | [ 97 ]  | États-Unis  |
| 2016  | Tom Izzo (en)         | Plus de 600 victoires en NCAA, en plus d'un titre en 2000 et de 8 participations au Final Four. | [ 98 ]  | États-Unis  |
| 2016  | John McLendon         | Plus de 400 victoires au niveau universitaire, avec 3 titres NAIA avec Tennessee State A&I University et 8 titres CIAA avec North Carolina College for Negroes. Il a déjà été introduit au Hall of Fame en 1979 en tant que contributeur. | [ 99 ]  | États-Unis  |
| 2017  | Robert Hughes (en)    | | [ 100 ] | États-Unis  |
| 2017  | Muffet McGraw (en)    | 2 titres NCAA en 2001 et 2018, avec 9 apparitions au Final Four. | [ 101 ] | États-Unis  |
| 2017  | Bill Self (en)        | Plus de 600 victoires au niveau universitaire avec un titre NCAA en 2008 et 3 apparitions en Final Four. Possède le record NCAA de 14 saisons régulières avec un titre de conférence remporté (2005-2018). | [ 102 ] | États-Unis  |
| 2018  | Charles Driesell (en) | A remporté près de 800 matchs, avec un titre NIT en 1972, 16 titres de conférence (2 ACC, 5 SoCon, 5 CAA, 4 Atlantic Sun). Premier entraîneur à remporter 100 matchs avec 4 écoles différentes (Davidson, Maryland, James Madison et Georgia State). | [ 103 ] | États-Unis  |
| 2019  | Bill Fitch            | A remporté plus de 900 victoires en NBA, un titre NBA en 1981 et 2 titres de NBA Coach of the Year. Désigné comme l'un des 10 meilleurs entraîneur de l'histoire de la NBA en 1996. | [ 104 ] | États-Unis  |
| 2020  | Kim Mulkey            | A remporté 3 titres en NCAA en 2005, 2012 et 2019, avec 4 participations au Final Four. | [ 105 ] | États-Unis  |
| 2020  | Barbara Stevens (en)  | | [ 106 ] | États-Unis  |
| 2020  | Eddie Sutton (en)     | Plus de 800 victoires en NCAA avec 3 apparitions au Final Four avec Arkansas en 1978 et Oklahoma State en 1995 et 2004. | [ 107 ] | États-Unis  |
| 2020  | Rudy Tomjanovich      | A remporté 2 titres NBA avec les Rockets de Houston en 1994 et 1995, puis une médaille d'or aux Jeux olympiques en 2000. | [ 108 ] | États-Unis  |
| 2021  | Rick Adelman          | Est l'un des neufs entraîneurs à avoir remporté plus de 1 000 matchs en NBA. | [ 109 ] | États-Unis  |
| 2021  | Cotton Fitzsimmons    | A remporté 2 titres de NBA Coach of the Year. | [ 110 ] | États-Unis  |
| 2021  | Bill Russell          | Premier entraîneur principal noir de l'histoire de la NBA et le premier à remporter un titre NBA. A remporté 2 titres NBA avec les Celtics de Boston en 1968 et 1969. | [ 111 ] | États-Unis  |
| 2021  | Jay Wright (en)       | A remporté 2 titres en NCAA en 2016 et 2018 avec 3 participations au Final Four. | [ 112 ] | États-Unis  |
| 2022  | Theresa Grentz        | Médaille de bronze aux Jeux olympiques (1992). Women's Basketball Hall of Fame (2001). | [ 113 ] | États-Unis  |
| 2022  | Bob Huggins (en)      | Plus de 900 victoires en NCAA avec 2 apparitions au Final Four avec Cincinnati en 1992 et West Virginia en 2010. | [ 114 ] | États-Unis  |
| 2022  | George Karl           | A remporté 1 175 victoires en NBA et un titre de NBA Coach of the Year. | [ 115 ] | États-Unis  |
| 2022  | Marianne Stanley      | WNBA Coach of the Year (2002). Women's Basketball Hall of Fame (2002). | [ 116 ] | États-Unis  |
| 2023  | Gene Bess             | | [ 117 ] | États-Unis  |
| 2023  | Gary Blair            | | [ 118 ] | États-Unis  |
| 2023  | David Hixon           | | [ 119 ] | États-Unis  |
| 2023  | Gene Keady            | | [ 120 ] | États-Unis  |
| 2023  | Gregg Popovich        | Est l'entraîneur le plus victorieux de l'histoire de la NBA au moment de son intronisation. Élu NBA Coach of the Year en 2003, 2012 et 2014 et a remporté 5 titres NBA avec les Spurs de San Antonio en 1999, 2003, 2005, 2007 et 2014. Désigné comme l'un des 15 meilleurs entraîneur de l'histoire de la NBA en 2021. | [ 121 ] | États-Unis  |
| 2024  | Harley Redin          | |         | États-Unis  |
| 2024  | Bo Ryan               | |         | États-Unis  |
| 2024  | Charles Smith         | |         | États-Unis  |